# Carlos Ramos
Carlos Ramos (Rotterdam, 1 december 1986) is een Nederlandse voetballer die als middenvelder of in de verdediging speelt. 
Hij speelde in de jeugd voor SBV Excelsior, Feyenoord, Vitesse, RKC Waalwijk, wederom Feyenoord en AZ. Daarna debuteerde hij als prof bij RBC Roosendaal. Ramos begon als amateur bij RBC maar na een aantal goede optredens dwong hij een contract af tot medio 2010. Ramos maakte zijn debuut in het betaalde voetbal op 8 augustus 2008 tegen FC Omniworld.
Na het faillissement van RBC ging hij bij de amateurs voetballen. Hij droeg de shirts van Deltasport, SC Feyenoord, Kozakken Boys en ASWH. In de zomer van 2014 kwam hij naar VV Brielle.

## Carrière
| Seizoen | Club           | Wedstrijden | Doelpunten | Competitie     |
| ------- | -------------- | ----------- | ---------- | -------------- |
| 2008/09 | RBC Roosendaal | 21          | 0          | Eerste Divisie |
| 2009/10 | RBC Roosendaal | 0           | 0          | Eerste Divisie |
| Totaal  |                | 21          | 0          |                |